# اوانستون (ایلینوی)
اوانستون، ایلینوی (به انگلیسی: Evanston, Illinois) یک شهر در ایالات متحده آمریکا با جمعیت ۷۵٬۴۳۰ نفر است که در ایلی‌نوی واقع شده‌است.